# 연금초등학교 남산분교
연금초등학교 남산분교는 경상남도 밀양시 상남면 조음로 212 (조음리)에 있었던 분교이다.

## 연혁
- 1945년 5월 10일 상남공립국민학교 남산분교장
- 1962년 3월 1일 남산국민학교로 승격
- 1991년 3월 1일 연금국민학교 남산분교장
- 1998년 9월 1일 상남초등학교로 통폐합